# دنیز مهمت
دنیز مهمت (انگلیسی: Deniz Mehmet؛ زادهٔ ۱۹ سپتامبر ۱۹۹۲) بازیکن فوتبال است.
از باشگاه‌هایی که در آن بازی کرده‌است می‌توان به باشگاه فوتبال چارلتون اتلتیک اشاره کرد.
وی همچنین در تیم‌های ملی فوتبال زیر ۱۶، ۱۷، ۱۸، ۱۹ سال ترکیه بازی کرده‌است.